# Мартинес Фернандес, Эстебан Хосе
Эстебан Хосе Мартинес Фернандес и Мартинес де ла Сьерра (исп. Esteban José Martínez Fernández y Martínez de la Sierra, 1742—1798) — испанский мореплаватель.

## Биография
Родился в Севилье, окончил штурманскую школу, в 1773 году в качестве штурмана второго класса был приписан к военно-морской базе Сан-Блас в вице-королевстве Новая Испания.
В марте 1788 года для изучения русской активности на северо-западе Америки из Сан-Бласа отправилась очередная экспедиция: главой экспедиции был шедший на «Princesa» Эстебан Хосе Мартинес-Фернандес-и-Мартинес-де-ла-Сьерра, а на «San Carlos» шёл Гонсало Лопес де Аро, штурманом у которого был Хосе Мария Нарваэс. В мае корабли прибыли в пролив Принца Вильгельма, и в поисках русских торговцев мехами отправились на запад, где Аро обнаружил русское поселение на острове Кадьяк, и вступил в контакт с его управляющим Евстратием Деларовым. У острова Ситкинак испанские корабли воссоединились, и экспедиция отправилась к острову Уналашка, на котором, по информации Деларова, располагалось одноимённое крупное русское поселение. Мартинес Фернандес прибыл к Уналашке 29 июля, а Аро — 4 августа; русский глава поселения Потап Зайков дал Мартинесу Фернандесу три карты Алеутских островов и сообщил, что вскоре должны прибыть крупные русские корабли (очевидно, имея в виду экспедицию Биллингса). Уналашка стала крайней западной точкой испанских экспедиций в регионе.
18 августа испанцы покинули Уналашку и отправились обратно в Калифорнии. Из-за ссоры между командующими корабли отправились разными маршрутами; Мартинес Фернандес позволил это, приказав Аро вновь присоединиться к нему в Монтерее. Однако во время пути на юг Аро при поддержке Нарваэса и прочих штурманов объявил, что корабль более не подчиняется Мартинесу Фернандесу, и направился в Сан-Блас самостоятельно, прибыв 22 октября. Мартинес Фернандес провёл месяц в Монтерее, ожидая Аро, и прибыл в Сан-Блас в декабре, где ему были предъявлены обвинения в безответственном командовании, однако вскоре вновь оказался в фаворе.
В 1789 году вице-король Новой Испании Мануэль Антонио Флорес приказал Мартинесу Фернандесу занять залив Нутка на острове Ванкувер, основать там поселение и построить форт, обеспечив там испанское присутствие. Испанская экспедиция, состоящая из военного корабля «La Princesa» под командованием самого Мартинеса Фернандеса, и транспорта с припасами «San Carlos», которым командовал Гонсало Лопес де Аро, прибыла в залив Нутка 5 мая 1789 года, где обнаружила три судна: два американских и одно британское, американскими судами были «Columbia Rediviva» и «Lady Washington» (они зимовали в заливе Нутка), британским — «Iphigenia». Британское судно было конфисковано, а его капитан Уильям Дуглас арестован. Несколько дней спустя Фернандес отпустил Дугласа и его судно, и велел им убираться и не возвращаться. Дуглас предпочёл последовать совету. Испанцы основали поселение, состоявшее из домов, госпиталя и Форта Сан-Мигель.
8 июня в залив Нутка прибыло судно «North West America» под командованием Роберта Фантера, и было конфисковано Мартинесом Фернандесом, после чего оно было переименовано в «Santa Gertrudis la Magna» и под командованием Хосе Мария Нарваэса занялось исследованием региона вплоть до залива Хуан-де-Фука (впоследствии Мартинес Фернандес заявлял, что Фантер бросил судно). Мартинес Фернандес снабдил «Iphigenia» припасами и заявил, что «North West America» конфискована в качестве залога, пока компания Миэса не заплатит за припасы.
24 июня перед лицом присутствовавших в заливе британцев и американцев Мартинес Фернандес выполнил формальную процедуру провозглашения суверенитета Испании над северо-западным побережьем Америки.

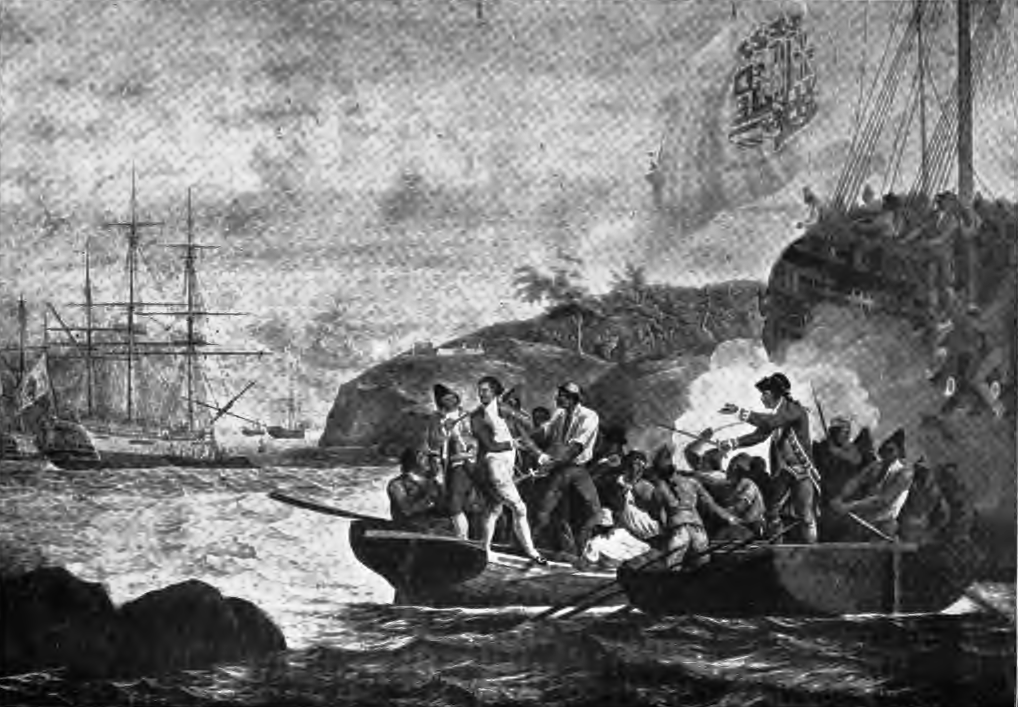
Арест капитана Колнетта

2 июля прибыли ещё два британских судна — «Princess Royal» и «Argonaut». Первым пришло «Princess Royal», и Мартинес Фернандес велел его капитану Томасу Хадсону возвращаться в Китай. Позднее в тот же день подошёл «Argonaut». Помимо китайских рабочих, «Argonaut» перевозил большое количество различных материалов. Капитан Колнетт заявил, что намеревался построить поселение в заливе Нутка, что Мартинес Фернандес посчитал нарушением испанского суверенитета. После разговора на повышенных тонах Мартинес Фернандес конфисковал судно, арестовав капитана Колнетта, его команду и находившихся на судне рабочих-китайцев.
Мартинес Фернандес использовал китайскую рабочую силу для строительства форта Сан-Мигель и улучшения испанского поселения. «Argonaut» также перевозил материалы для строительство нового корабля, они были использованы испанцами для улучшения «Santa Gertrudis la Magna» после возвращения судна. В конце 1789 года «Santa Gertrudis la Magna» пришло в Сан-Блас, где было демонтировано, его части Франсиско де Элиса в 1790 году доставил назад в залив Нутка, и из них построили судно «Santa Saturnina», на котором Нарваэс в 1791 году исследовал пролив Джорджии.
12 июля Хадсон вернулся к заливу Нутка на судне «Princess Royal». Испанцы расценили это как провокацию и арестовали его.
Обитавшие в тех местах народы Нутка получали выгоду от продажи пушнины британским торговцам, и им не понравилась конфискация британских судов испанцами. 13 июля один из вождей народа нутка — Калликум (сын вождя Маквинны) — пришёл к Мартинесу Фернандесу, находившемуся на борту конфискованного судна «Princess Royal», и в ходе случившегося конфликта Калликум был застрелен испанцами. Опасаясь за свою жизнь, Маквинна бежал подальше от испанцев, уведя с собой своих людей.
14 июля «Argonaut» отплыл в Сан-Блас с испанской командой, Колнетт и британская команда стали пленниками. Две недели спустя за ними последовало судно «Princess Royal», которое эскортировал «San Carlos».
Также занимавшиеся скупкой пушнины американские суда «Columbia Rediviva» и «Lady Washington» пробыли в регионе всё лето, но Мартинес Фернандес их не тронул, несмотря на инструкции не давать судам любых стран действовать в заливе Нутка. Перед тем, как «Columbia Rediviva» отправилась в Китай, на неё посадили команду конфискованного британского судна «North West America».
Позднее в регион прибыли ещё два американских судна. «Fair American» капитана Томаса Хампфри Меткалфе было конфисковано Мартинесом Фернандесом сразу по прибытии, а «Eleanora», которым командовал его отец Саймон Меткалфе, сумело в последний момент сбежать.
29 июля 1789 года из Сан-Бласа прибыл испанский транспорт «Aranzazu», который привёз приказ вице-короля Флореса об эвакуации залива Нутка к концу года. К концу октября в заливе Нутка не осталось ни одного испанца. В конце 1789 года Флореса на посту вице-короля Новой Испании заменил Хуан Висенте де Гуэмес, который решил, что нужно продолжить испанскую оккупацию залива Нутка и вообще северо-западного побережья Америки. Мартинес Фернандес, бывший фаворитом Флореса, теперь стал козлом отпущения, и новым испанским главнокомандующим в том районе стал командующий военно-морской базой в Сан-Бласе Хуан Франсиско де ла Бодега-и-Куадра.